# Triplax wehrlei
Triplax wehrlei är en skalbaggsart som beskrevs av Boyle 1954. Triplax wehrlei ingår i släktet Triplax och familjen trädsvampbaggar. Inga underarter finns listade i Catalogue of Life.